# الطاقة في كمبوديا

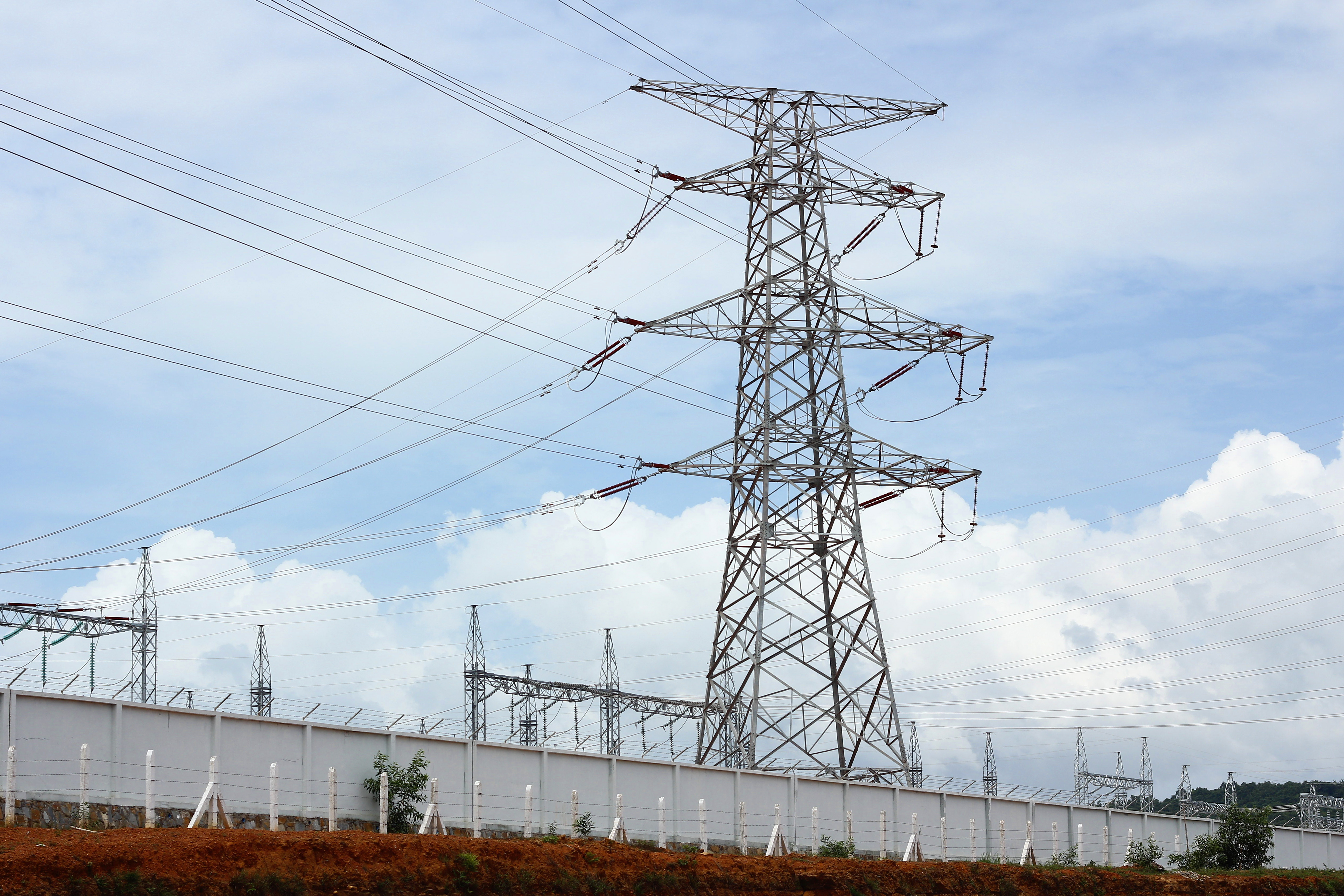

بلغ إنتاج كمبوديا كإجمالي طاقة أولية 5.48 طن نفط مكافئ في عام 2012. وبلغ استهلاك الكهرباء 3.06 كيلوواط ساعي. وتمثل مشتقات البترول ثلث مصادر الطاقة، بينما يتم توليد الثلثين الآخرين من الوقود الحيوي والنفايات.